# Racionalismo crítico
El racionalismo crítico es una filosofía epistemológica propuesta por Karl Popper sobre la base de que, si un enunciado no puede deducirse lógicamente (de lo que se sabe), podría ser posible, no obstante, falsificarlo lógicamente. Siguiendo a Hume, Popper rechazó cualquier lógica inductiva que sea ampliativa, es decir, cualquier lógica que pueda proporcionar más conocimiento que la lógica deductiva. Esto llevó a Popper a su criterio de falsabilidad.
Popper escribió sobre el racionalismo crítico en muchas obras, entre ellas: La lógica de la investigación científica (1934/1959), La sociedad abierta y sus enemigos (1945), Conjeturas y refutaciones (1963), La búsqueda inacabable (1976), y El mito del marco de referencia (1994).

## Criticismo, no soportado
Los racionalistas críticos sostienen que las teorías científicas y cualquier otra afirmación de conocimiento pueden y deben ser criticadas racionalmente y (si tienen contenido empírico) pueden y deben ser sometidas a pruebas que puedan refutarlas. De esta manera, las pretensiones de conocimiento pueden evaluarse de manera contrastante y normativa. Son o bien falsables y, por tanto, empíricos (en un sentido muy amplio), o bien no falsables y, por tanto, no empíricos. Aquellas afirmaciones de conocimiento que son potencialmente falsables pueden entonces ser admitidas en el cuerpo de la ciencia empírica, y luego diferenciadas aún más según se mantengan o sean posteriormente realmente falsadas. Si se conservan, se puede hacer una diferenciación adicional sobre la base de cuánta crítica han recibido, cuán severa ha sido dicha crítica y cuán probable es la teoría, siendo la teoría menos probable que todavía resista los intentos de refutarla la que se preferirá. Una de las diferencias contrastantes entre el racionalismo crítico y las opiniones clásicas sobre la ciencia, como el positivismo, que sostiene que se debe aceptar la teoría más probable, es que es preferible la teoría menos probable. Se prefiere la teoría menos probable porque es la que tiene el mayor contenido de información y la más abierta a futuras refutaciones.
El racionalismo crítico como discurso se posicionó contra lo que sus defensores consideraban filosofías epistemológicamente relativistas, en particular los enfoques posmodernistas o sociológicos del conocimiento. El racionalismo crítico sostiene que el conocimiento es objetivo (en el sentido de estar encarnado en diversos sustratos y en el sentido de no ser reducible a lo que los humanos individualmente "saben"), y también que la verdad es objetiva (existe independientemente de la mediación social o la percepción individual, pero es "realmente real").
Sin embargo, este enfoque contrastante y crítico del conocimiento objetivo es bastante diferente de las visiones más tradicionales que también sostienen que el conocimiento es objetivo. (Entre ellos se incluyen el racionalismo clásico de la Ilustración, el verificacionismo de los positivistas lógicos o los enfoques de la ciencia basados en la inducción, una supuesta forma de inferencia lógica que los racionalistas críticos rechazan, en línea con David Hume.) Porque la crítica es todo lo que se puede hacer cuando se intenta diferenciar las afirmaciones sobre el conocimiento, según el racionalista crítico. La razón es el órgano de la crítica, no del apoyo; de la refutación tentativa, no de la prueba.
La supuesta evidencia positiva (como la provisión de "buenas razones" para una afirmación, o el hecho de que haya sido "corroborada" mediante predicciones exitosas) no hace nada para reforzar, apoyar o probar una afirmación, creencia o teoría.
En este sentido, el racionalismo crítico pone patas arriba la comprensión normal de un racionalista tradicional y de un realista. En particular, la opinión de que una teoría es mejor si tiene menos probabilidades de ser verdadera se opone directamente a la visión positivista tradicional, que sostiene que se deben buscar teorías que tengan una alta probabilidad. Popper señala que esto "puede ilustrar la observación de Schopenhauer de que la solución de un problema a menudo parece primero una paradoja y después una verdad evidente". Incluso una teoría altamente improbable que entra en conflicto con una observación actual (y por lo tanto es falsa, como "todos los cisnes son blancos") debe considerarse mejor que una que se ajusta perfectamente a las observaciones, pero es altamente probable (como "todos los cisnes tienen un color"). Esta idea es la diferencia crucial entre el falsacionismo ingenuo y el racionalismo crítico. La teoría de la menor probabilidad es favorecida por el racionalismo crítico porque cuanto mayor sea el contenido informativo de una teoría menor será su probabilidad, pues cuanto más información contenga una afirmación, mayor será el número de formas en que puede resultar falsa. La razón detrás de esto es simplemente hacer que sea lo más fácil posible descubrir si la teoría es falsa para poder reemplazarla por otra que esté más cerca de la verdad. No se trata de una concesión a la epistemología justificatoria, como suponer que una teoría es "justificable" afirmando que es muy poco probable y, sin embargo, se ajusta a la observación.
El racionalismo crítico rechaza la posición clásica de que el conocimiento es una creencia verdadera justificada; en cambio sostiene exactamente lo opuesto: que, en general, el conocimiento es una incredulidad falsa e injustificada. Es injustificado por no existir buenas razones. Esto no es cierto, porque suele contener errores que a veces pasan desapercibidos durante cientos de años. Y tampoco es creencia, porque el conocimiento científico, o el conocimiento necesario para, por ejemplo, construir un avión, no está contenido en la mente de ninguna persona. Es sólo lo que está registrado en artefactos como los libros.

## No-justificacionismo
William Warren Bartley comparó el racionalismo crítico con el enfoque filosófico muy general del conocimiento que él llamó justificacionismo, la visión de que las teorías científicas pueden justificarse. La mayoría de los justificacionistas no saben que son justificacionistas. El justificacionismo es lo que Popper llamó una visión "subjetivista" de la verdad, en la que la cuestión de si una afirmación es verdadera se confunde con la cuestión de si puede ser justificada (establecida, probada, verificada, garantizada, hecha bien fundada, hecha confiable, fundamentada, apoyada, legitimada, basada en evidencia) de alguna manera.
Según Bartley, algunos justificacionistas ven este error como positivo. Son racionalistas ingenuos y, pensando que su conocimiento puede efectivamente fundarse, en principio, puede considerarse cierto hasta cierto punto y racional.
Otros justificacionistas ven estos errores de forma negativa. Son relativistas epistemológicos y piensan (con razón, según el racionalista crítico) que no se puede encontrar el conocimiento, que no existe ninguna fuente de absolutismo epistemológico. Pero concluyen (erróneamente, según el racionalista crítico) que, por lo tanto, no hay racionalidad y que no se puede hacer ninguna distinción objetiva entre lo verdadero y lo falso.
Al disolver el justificacionismo mismo, el racionalista crítico (un defensor del no-justificacionismo)) considera que el conocimiento y la racionalidad, la razón y la ciencia, no son ni fundamentales ni infalibles, pero sin embargo no piensa que por ello debamos todos ser relativistas. El conocimiento y la verdad todavía existen, sólo que no de la forma que pensábamos.
El no-justificacionismo también es aceptado por David Miller and Karl Popper. Sin embargo, no todos los defensores del racionalismo crítico se oponen al justificacionismo; su apoyo más destacado es John W. N. Watkins. En el justificacionismo, la crítica consiste en tratar de demostrar que una afirmación no puede reducirse a la autoridad o a los criterios a los que apela. Es decir, considera la justificación de una reclamación como primaria, mientras que la reclamación en sí es secundaria. Por el contrario, la crítica no justificativa busca atacar las afirmaciones en sí mismas.

## Las trampas del justificacionismo y el positivismo

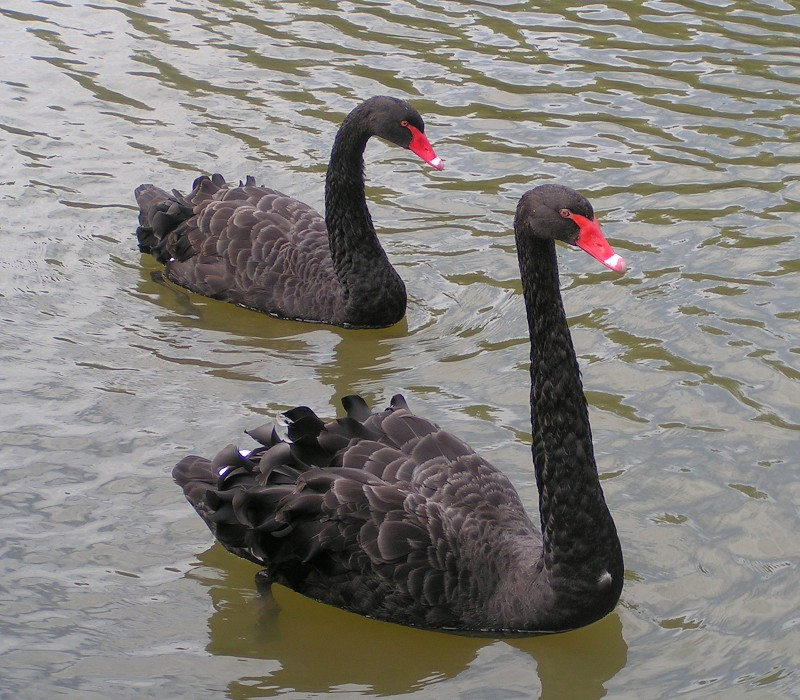
¿Todos los cisnes son blancos? La visión clásica de la filosofía de la ciencia es que el objetivo de la ciencia es “probar” tales hipótesis o inducirlas a partir de datos observacionales. Tal "prueba" requeriría que infiriéramos una regla general a partir de una serie de casos individuales, lo cual puede tener un uso predictivo pero es inadmisible según las reglas de la lógica. Sin embargo, si encontramos un solo cisne negro, la lógica nos permite concluir que la afirmación de que todos los cisnes son blancos es falsa. El falsacionismo se esfuerza entonces por cuestionar y refutar las hipótesis en lugar de probarlas.

El rechazo de los enfoques "positivistas" del conocimiento se produce debido a varias trampas en las que cae el positivismo.
1. Hume demostró que el empirismo ingenuo de la inducción era ilógico. Mil observaciones de un evento A coincidiendo con un evento B no permiten inferir lógicamente que todos los eventos A coinciden con los eventos B. Según el racionalista crítico, si hay un sentido en el cual los humanos acumulan conocimiento positivamente a través de la experiencia, es sólo al hacer pivotar las observaciones a partir de teorías conjeturales existentes pertinentes a las observaciones, o a partir de esquemas cognitivos subyacentes que manejan inconscientemente las percepciones y las usan para generar nuevas teorías. Pero estas nuevas teorías propuestas en respuesta a detalles percibidos no son "inducidas" lógicamente a partir de ellos. Estas nuevas teorías pueden estar equivocadas. El mito de que inducimos teorías a partir de datos particulares persiste porque cuando lo hacemos a menudo tenemos éxito, pero esto se debe al estado avanzado de nuestras tendencias evolucionadas. Si realmente estuviéramos "induciendo" teorías a partir de particulares, sería inductivamente lógico afirmar que el sol se pone porque me levanto por la mañana, o que todos los autobuses deben tener conductores (si nunca has visto un autobús vacío).
2. En 1983 Popper y David Miller demostraron[10] que la evidencia que supuestamente apoya parcialmente una hipótesis, de hecho, solo puede ser neutral o incluso contraria a la hipótesis.
3. En relación con el punto anterior, David Miller,[11] ataca el uso de "buenas razones" en general (incluyendo la evidencia que supuestamente apoya el exceso de contenido de una hipótesis). Sostiene que las buenas razones no son alcanzables ni siquiera deseables. Básicamente, Miller afirma que todos los argumentos que pretenden dar un apoyo válido a una afirmación son circulares o plantean una petición de principio. Es decir, si uno proporciona un argumento deductivo válido (una inferencia de premisas a una conclusión) para una afirmación dada, entonces el contenido de la afirmación ya debe estar contenido dentro de las premisas del argumento (si no es así, entonces el argumento es ampliativo y, por lo tanto, es inválido). Por lo tanto, la afirmación ya está presupuesta por las premisas, y no está más "respaldada" que las suposiciones sobre las que se basa la afirmación, es decir, se plantea la cuestión.

## Variaciones
William Warren Bartley desarrolló una variación del racionalismo crítico que llamó racionalismo pancrítico.
El filósofo de la ciencia argentino-canadiense Mario Bunge, que editó un libro dedicado a Popper en 1964 que incluía un artículo de Bartley, apreciaba el racionalismo crítico pero lo consideraba insuficiente como filosofía integral de la ciencia, por lo que se basó en él (y en muchas otras ideas) para formular su propia explicación del realismo científico en sus numerosas publicaciones.

### Personas
- Hans Albert
- David Alemán
- Juan Eccles
- Ernest Gellner
- Hans Adolf Krebs
- Reinhold Zippelius